# Gezichtspunt (verhaal)
Gezichtspunt is een kort sciencefictionverhaal geschreven door Isaac Asimov in 1975. Het is het vierde verhaal in De totale robot.

## Het verhaal
De vader van Roger werkt aan de reuzecomputer Multivac, deze werkt de laatste tijd niet meer naar behoren. Als ze een opgave meermaals invoeren geeft hij soms verschillende antwoorden. Roger gaat samen met zijn vader iets gaan eten, zijn vader vertelt hierbij over zijn problemen met de Multivac. Roger merkt op dat de Multivac misschien als een kind werkt, als je een kind te veel huiswerk geeft zal hij expres fouten maken. Kinderen moeten ook eens kunnen spelen.
Zijn beste vriend · Sally · Op een dag · Gezichtspunt · Denken · Ware liefde · Robot AL-76 verdwaald · Overwinning onopzettelijk · Vreemdeling in het paradijs · Lichtvers · De racist · Robbie · Als we bij elkaar komen · Spiegelbeeld · Jubileumincident · Eerste wet · dronken robot · Logica · Vingers · Leugenaar · Succes verzekerd · Lenny · Galeislaaf · Robot vermist · Risico · Grappenmaker! · Bewijs · De machines · Vrouwelijke intuïtie · Weest Hem indachtig · Tweehonderd jaar mens